# Юсеф Сальман Юсеф
Юсеф Сальман Юсеф (араб. يوسف سلمان يوسف‎; известен как Фахед (араб. فهد‎); 19 июля 1901, Багдад, Османская империя — 14 февраля 1949, Багдад, Королевство Ирак) — деятель коммунистического и рабочего движения Ирака.

## Биография
Родился в Багдаде в семье рабочего — выходца из ассирийской деревни под Мосулом. В 1907 вместе с семьёй переехал в Басру. Учился в сирийской христианской школе (1908—1914), затем — в школе американской миссии (1914—1916), однако из-за болезни отца вынужден был оставить школу и начать работать. С юношеских лет участвовал в революционной борьбе. В 1925 — один из организаторов Молодёжного клуба в Басре, ставшего центром борьбы против английского господства в Ираке и выступавшего за социальные реформы. В 1932 (по другим данным — уже в 1928) основал в Насирии коммунистическую группу, занимавшуюся переводом марксистской литературы на арабский язык и распространением коммунистических листовок.
В 1934 в ходе создания единой Иракской коммунистической партии (ИКП) избран членом ЦК (выдвинут коммунистическими группами Басры). В 1933 был арестован и стал первым коммунистом в Ираке, защищавшим себя в суде. В 1935 представлял ИКП на VII конгрессе Коминтерна, после чего до 1937 учился в Коммунистическом университете трудящихся Востока им. И. В. Сталина в Москве. В январе 1938 вернулся в Ирак.
В ноябре 1940 избран Генеральным секретарем ИКП, вновь переизбран на этот пост на I съезде ИКП (1945). 
В 1947 арестован по обвинению в заговоре с целью свержения правительства и заключён в тюрьму Абу-Грейб в ужасных условиях содержания, в знак протеста против которых объявлял голодовку. Приговорен королевским судом к смертной казни, замененной Высшим кассационным судом по требованию иракской и мировой общественности 20 годами заключения. Однако, напуганные массовыми антиправительственными выступлениями, прокатившимися по Ираку в 1948, власти ужесточили антикоммунистические репрессии.

В феврале 1949 по новому приговору военного трибунала Фахед был казнен. Вместе с ним были казнены два других члена Политбюро ИКП Заки Басим и Аль Шабиби. По пути на виселицу Фахед вызывающе бросил в лицо своим палачам: 
У нас есть тела и мысли; вы можете уничтожить наши тела, но вы не можете уничтожить наши мысли
 Тела трех лидеров ИКП были выставлены на всеобщее обозрение в трех различных частях города для наведения страха на людей.
После победы Иракской революции 1958 власти Ирака в январе 1959 отменили вынесенный ранее Фахеду приговор и объявили ему «посмертно амнистию в соответствии с законом».
Похоронен на багдадском кладбище.
В Москве у него остались жена Ирина и дочка Сусанна, родившаяся в 1936 году.